# Valeria murina
Valeria murina är en fjärilsart som beskrevs av Köhler 1979. Valeria murina ingår i släktet Valeria och familjen nattflyn. Inga underarter finns listade i Catalogue of Life.